# エイダ・ラブレス・デー

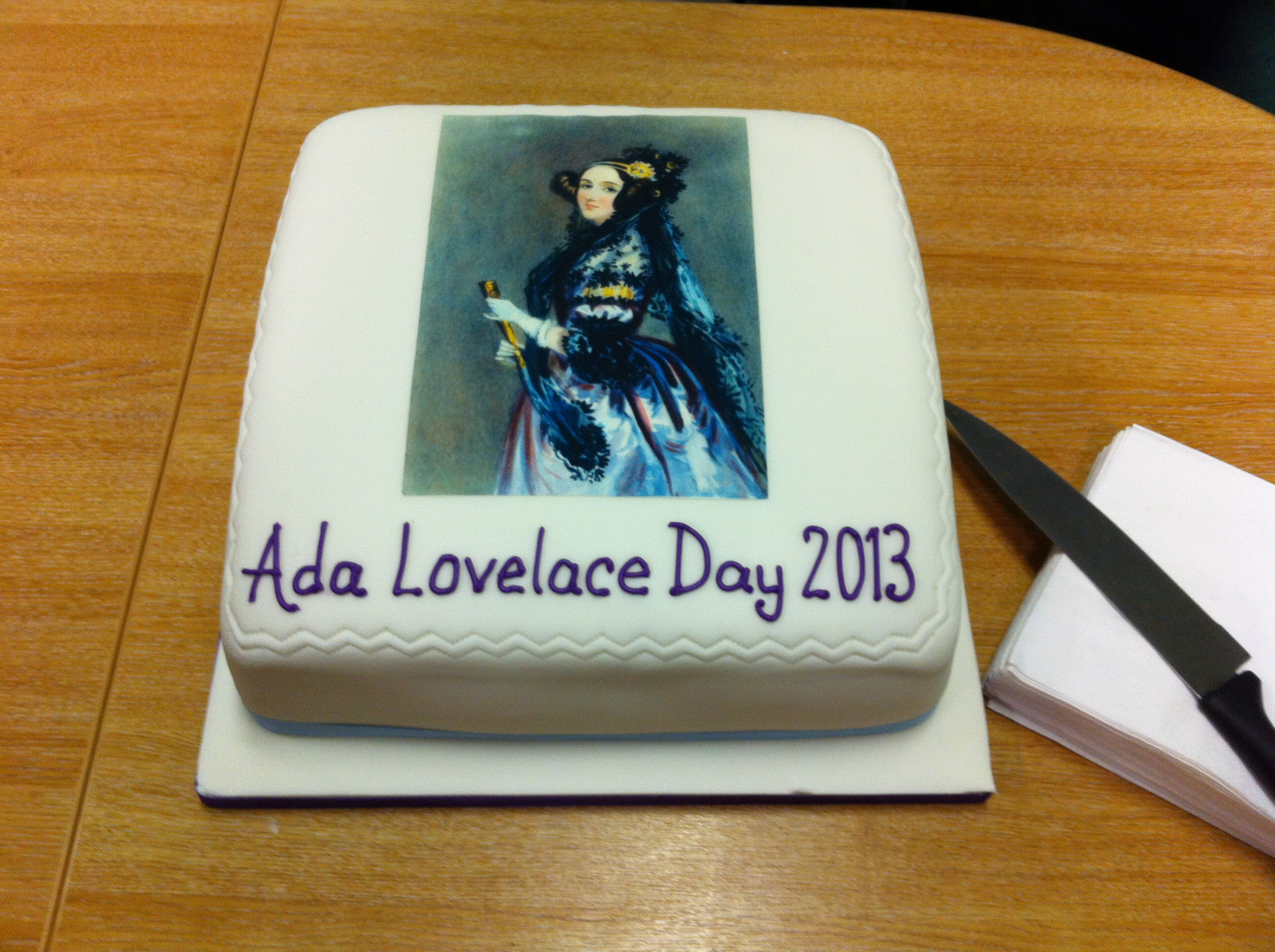
エイダ・ラブレス・デーを祝して作られたケーキ。2013年にイギリス・オックスフォードで開催されたエディタソンにて

エイダ・ラブレス・デーとは、STEM分野における女性の貢献を祝い、その認知度を高めることを目的として、毎年10月の第2火曜日に開催されるイベントである。名称に冠しているエイダ・ラブレスは、数学者およびコンピュータ科学の先駆者として知られている。
このイベントは2009年に「ブログの日」として創始された後、国際的なイベントへと成長し、会議や関連行事が行われるようになった。

## 歴史
エイダ・ラブレス・デーは、科学・技術・工学・数学（STEM）分野における女性の貢献についての意識向上を目的として、2009年にイギリスでサウ・チャーマン=アンダーソンによって毎年10月の第2火曜日に設立された。のちに彼女は以下のように語っている。
私が2009年にエイダ・ラブレス・デーを創設したのは、STEM分野における女性たちの仕事と業績は、しばしば正当な評価を受けていないと強く感じており、それを祝福し、広く知ってもらうための方法が必要だと思ったからです。—サウ・チャーマン=アンダーソン、2023

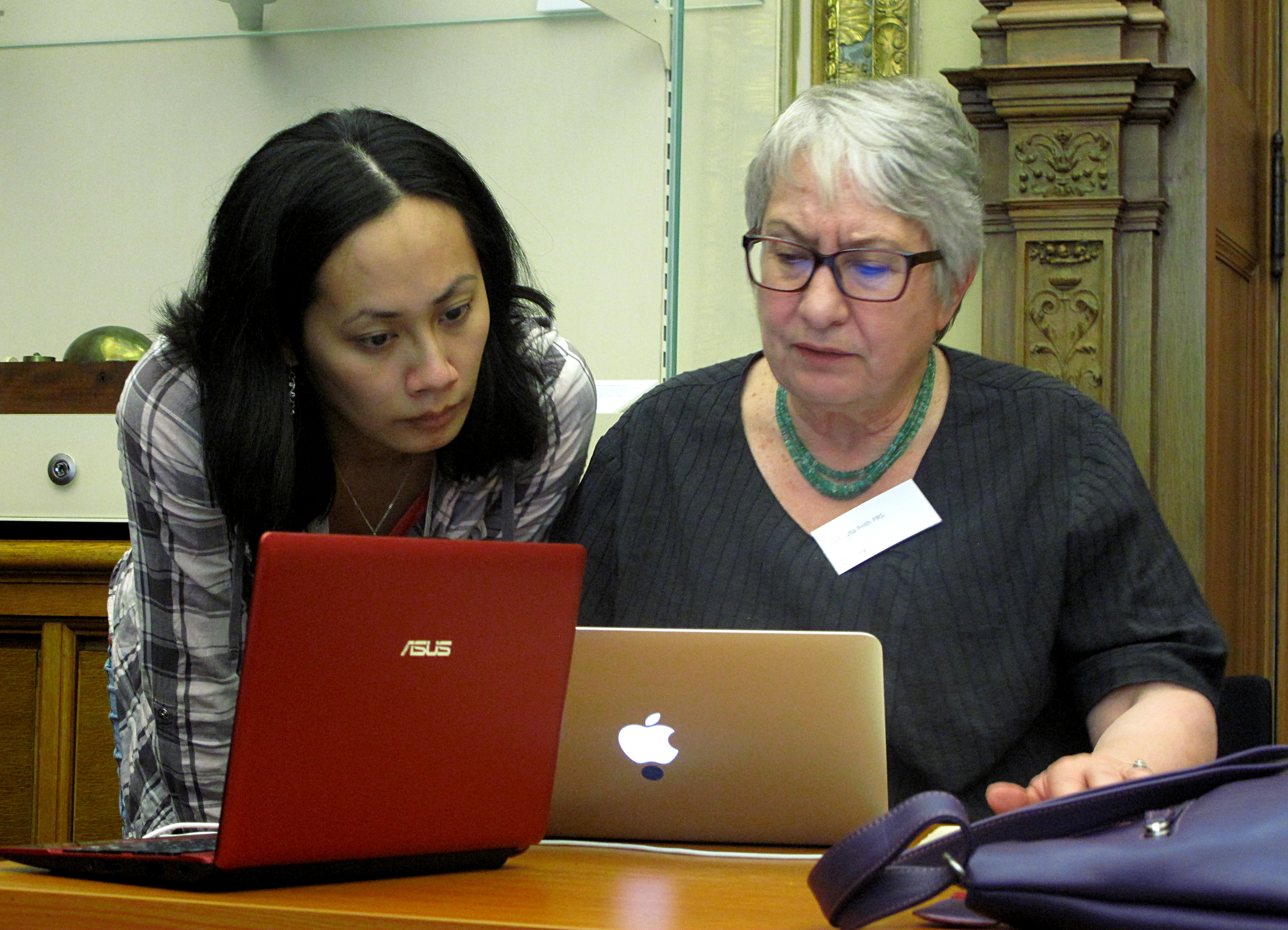
ウタ・フリスとケイティ・チャン。2012年に英国ウィキメディア後援で開催されたエイダ・ラブレス・デーのイベントにて

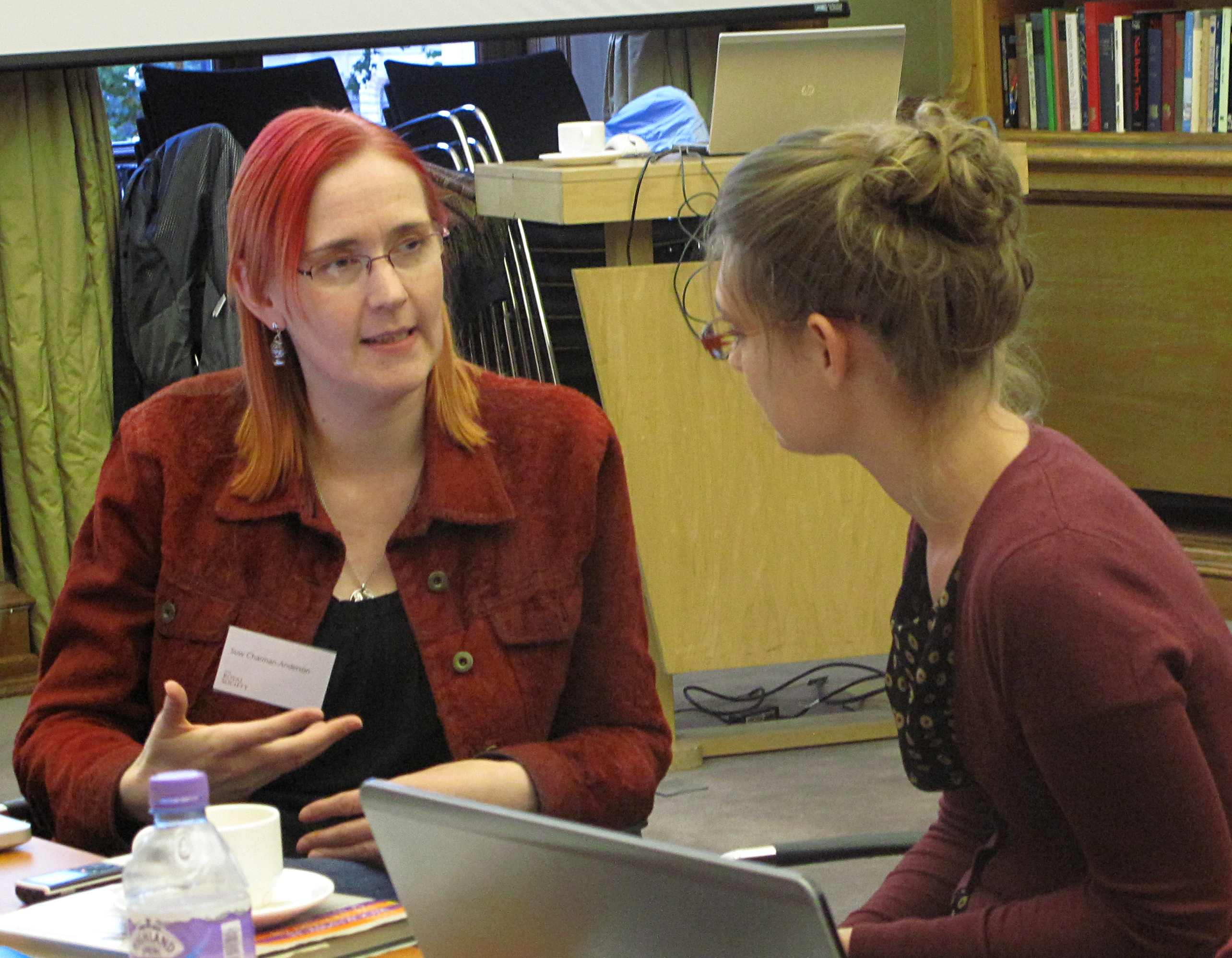
エイダ・ラブレス・デーの創設者のサウ・チャーマン=アンダーソン。2012年のイベントにて

2022年には、チャーマン＝アンダーソンが、自身が創設した団体「ファインディング・エイダ」によるイングランドでのエイダ・ラブレス・デーのメインイベント主催は同年で最後になると発表した。しかし、王立研究所が科学者と一般市民を結びつけるというその使命と一致することから資金提供を行い、この取り組みは継続された。
エイダ・ラブレス・デーは設立以来、国際的な規模に拡大し、博物館、専門団体、大学、高校などによってイベントが開催されている。エイダ・ラブレス・デー自体は10月第2火曜日だが、STEM分野の女性を祝うイベントは10月から11月にかけて行われ、対面およびオンラインのウィキペディアのエディタソンや、パネルディスカッション、映画上映など多岐にわたる活動が含まれる。
しばしば見過ごされてきたSTEM分野での女性の貢献を称えるこの取り組みはエイダ・ラブレスにちなんで名付けられたが、2009年以来、異なる時代や国々における女性の多様な貢献を強調する活動へと拡大している。 また、イベントでは政策提言や公平性、多様性、包括性に関する研究や活動が取り上げられ、無意識の偏見がSTEM分野における女性の参加やキャリアの開発にもたらす障壁についての対話や議論の場も提供されている。